# 王熙民
王熙民（1917年1月—2015年5月16日），男，山东烟台人，中国雕塑家，曾任中央美术学院壁画系教授。

## 家庭
妻子包阿华。